# Кленьё, Павел Владимирович
Павел Владимирович Кленьё (бел. Павел Уладзіміравіч Кляньё; род. 28 апреля 1999, Минск) — белорусский футболист, нападающий клуба «Юни Икс Лабс».

## Карьера
Воспитанник минской СДЮШОР-5, в которой начал заниматься футболом в юношеском возрасте. Первым тренером футболиста был Юрий Вениаминович Рассолько. Когда у футбольной школы появились финансовые проблемы, воспитанники перешли под крыло футбольного клуба «Минск», в котором игрок выступал за юношеские команды. В начале 2017 года футболист был заявлен в дублирующий состав столичного клуба, однако так и не сыграл за команду ни матча. Летом 2017 года футболист покинул минский клуб.
В августе 2017 года футболист присоединился в столбцовскому клубу «Неман-Агро». Дебютировал за клуб 5 августа 2017 года в матче против «Барановичей», выйдя на поле в стартовом составе. Футболист сразу же закрепился в основной команде столбцовского клуба, став одним из ключевых игроков. В матче последнего тура Первой лиги 11 ноября 2017 года против бобруйской «Белшины» отличился дебютный забитым голом. по итогу сезона футболист вместе с клубом занял последнее место в турнирной таблице и вылетел во Вторую лигу.
В начале 2018 года футболист проходил просмотр в минском «Торпедо», с которым вскоре заключил контракт. Новый сезон футболист начал в дублирующем составе минского клуба. Дебютировал за клуб в матче Высшей лиги 13 мая 2018 года против борисовского БАТЭ, выйдя на замену на 89 минуте. Дебютный гол за клуб забил 2 июня 2018 года в матче против брестского «Динамо». Затем футболист быстро смог закрепиться в основной команде клуба, однако преимущественно выходил на поел со скамейки запасных. В матче 29 июля 2018 года в рамках Кубка Беларуси против «Сморгони» отличился забитым дублем. По итогу сезона закончил чемпионат на четырнадцатом месте, также отличившись 4 забитыми голами во всех турнирах.
Зимой 2019 года футболист продолжил готовиться к новому сезону с минским клубом. Первый матч в новом сезоне сыграл 14 апреля 2019 года против «Витебска», выйдя на замену на 86 минуте и вскоре отличился своим первым в сезоне забитым голом. Футболист продолжил выступать в клубе как один из основных игроков, чередуя матчи в стартовом составе и со скамейки запасных. В июле 2019 года минский клуб был расформирован в связи с отсутствием финансирования, необходимого для существования клуба.
В августе 2019 года футболист пополнил ряды «Гомеля». На протяжении оставшейся части сезона футболист выступал в гомельском клубе за дублирующий состав. Также по ходу сезона футболист попадал в заявки клуба на матчи с основной командно, однако оставался на скамейке запасных, так и не дебютировав за клуб. В январе 2020 года по окончании контракта покинул команду.
В начале января 2020 года футболист проходил просмотр в жодинском «Торпедо-БелАЗ», однако не подошёл клубу. В феврале пополнил ряды гомельского «Локомотива». Дебютировал за клуб 17 апреля 2020 года в матче против светлогорского «Химика», выйдя на поле в стартовом составе и отличившись дебютным забитым голом. В следующих матчах против «Гомеля» и новополоцкого «Нафтана» футболист также отличился забитыми голами, сделав себе голевую серию из 3 подряд забитых голов. На протяжении всего сезона футболист оставался одним из ключевых игроков клуба, по итогу став вторым бомбардиром с 11 забитыми голами во всех турнирах.
В начале 2021 года футболист снова отправился на просмотр в жодинское «Торпедо-БелАЗ», а в феврале 2021 года заключил с клубом двухлетний контракт. Дебютировал за клуб 13 марта 2021 года в матче против минского «Динамо», выйдя на замену на 74 минуте. Дебютный гол за клуб забил 15 мая 2021 года в матче против «Ислочи». В июле 2021 года футболист вместе с клубом отправился на квалификационные матчи Лиги конференций УЕФА. Первый матч в рамках еврокубкового турнира сыграл 22 июля 2021 года против датского клуба «Копенгаген», выйдя на поле в стартовом составе. В первой половине сезона футболист регулярно получал игровую практику в клубе, отличившись за этот период 3 забитыми голами. Затем остаток сезона провёл на скамейке запасных. В январе 2022 года по соглашению сторон расторг контракт с клубом.
В начале 2022 года футболист находился в распоряжении «Минска». В феврале 2022 года официально присоединился к столичному клубу. Дебютировал за клуб 3 апреля 2022 года в матче против «Витебска», выйдя на замену на 67 минуте. На протяжении первого круга чемпионата оставался игроком замены, однако под конец первой половины стал получать ещё меньше игровой практики. В июле 2022 года покинул столичный клуб, результативными действиями не отличившись.
В июле 2022 года футболист перешёл в рогачёвский «Макслайн». Дебютировал за клуб 23 июля 2022 года в матче против «Молодечно-2018», также отличившись дебютным забитым голом и результативный передачей. Футболист быстро закрепился в основной команде клуба, вместе с которым по итогу занял четвёртое место в Первой лиге и отправился в стыковые матчи на повышение в классе. По итогу стыковых матчей против дзержинского «Арсенала» вместе с клубом вышел в Высшую лигу. Сам футболист за сезон отличился лишь забитым голом и результативной передачей.
В начале 2023 года рогачёвский клуб получил отказ в лицензировании для участия в Высшей лиге, оставшись тем самым в Первой лиге. Сам футболист продолжил тренироваться с клубом. В марте 2023 года футболист официально продлил контракт с рогачёвским клубом. Первый матч уже за витебский клуб футболист сыграл 22 апреля 2023 года против «Молодечно-2018», выйдя на замену на 88 минуте. Первый гол в сезоне забил 18 июня 2023 года в матче против «Нивы». На протяжении всего сезона футболист был в клубе одним из основных игроков, отличившись 3 забитыми голами и 4 результативными передачами. Вместе с клубом занял итоговое пятое место в чемпионате. В декабре 2023 года футболист покинул клуб по истечении срока действия контракта.
В феврале 2024 года футболист вернулся в «Макслайн», продлив контакт с клубом ещё на сезон. Первый матч в новом сезоне футболист сыграл 14 апреля 2024 года против минского «Динамо-2», выйдя на замену на 65 минуте. Первым забитым голом за клуб в сезоне футболист отличился 12 мая 2024 года в матче против клуба АБФФ U-17. За первую половину сезона футболист успел отличиться 2 забитыми голами и 3 результативными передачами во всех турнирах. В июле 2024 года футболист покинул клуб.
В августе 2024 года футболист на правах свободного агента присоединился к «Орше». Дебютировал за клуб футболист 10 августа 2024 года в матче против пинской «Волны», выйдя на поле в стартовом составе. Дебютным забитым голом за клуб футболист отличился 31 августа 2024 года в матче против «Барановичей». В сентябре 2024 года футболист покинул оршанский клуб, за который успел провести лишь 4 матча и отличиться 1 забитым голом.
В апреле 2025 года футболист присоединился к столичному клубу «Юни Икс Лабс». Дебютировал за клуб футболист 12 апреля 2025 года в матче против могилёвского «Днепра», выйдя на замену на 79 минуте.

## Международная карьера
8 июня 2019 года провёл свою единственную встречу за молодежную сборную Беларуси, когда вышел на замену во втором тайме отборочного матча чемпионата Европы против Гибралтара (10:0) и успел отметиться хет-триком.